# Daniel Muñoz (Fußballspieler, 1996)
Daniel Muñoz Mejía (* 26. Mai 1996 in Amalfi, Kolumbien) ist ein kolumbianischer Fußballspieler.

## Karriere

### Verein
Nach seiner Jugend in der Cosmos Soccer School und Arco Zaragoza Medellin kam Muñoz Anfang 2017 zu Rionegro Águilas, den er im Sommer 2019 in Richtung Atlético Nacional verließ. Nach einer Saison verpflichtete ihn der belgischen Erstligist KRC Genk zur Saison 2020/21. Hier sammelte er in den Folgejahren nebst Ligaeinsätzen auch Einsätze in der Europa League sowie der Conference League. Zudem wurde er mit seinem Klub im Jahr 2021 belgischer Pokalsieger. Während des Wintertransferfensters wechselte er im Januar 2024 nach England zu Crystal Palace. Sein Premier-League-Debüt hatte Muñoz in der Startelf stehend bei einer 1:4-Niederlage gegen Brighton & Hove Albion. Anschließend verpasste er im weiteren Verlauf der Spielzeit 2023/24 keine weitere Partie.

### Nationalmannschaft
Nachdem er erstmals 2019 nominiert worden war, aber durch einen Oberschenkelsehnenriss nicht spielen konnte, folgte sein Debüt für die kolumbianische A-Nationalmannschaft am 3. Juni 2021 bei einem 3:0-Sieg über Peru während der Qualifikation für die Weltmeisterschaft 2022. Dabei machte er mit seiner Einwechslung zur 56. Minute für Stefan Medina besonders auf sich aufmerksam, weil er nur drei Minuten später durch eine Rote Karte direkt wieder vom Feld gestellt wurde. Einige Tage später war er bei der Copa América 2021 aber wieder dabei und erreichte mit seinem Team das Halbfinale, in dem man dem späteren Sieger Argentinien erst in der Verlängerung unterlag. In den nächsten Monaten folgten weitere Qualifikationsspiele, in denen seine Mannschaft das Erreichen der Endrunde nur knapp verpasste.
Muñoz kam in der WM-Qualifikation für das Turnier im Jahr 2026 zu Einsätzen und wurde für den Kader bei der Copa América 2024 nominiert.